# Hrabstwo Faulkner

Piramida wieku hrabstwa

Hrabstwo Faulkner – hrabstwo w Stanach Zjednoczonych, w stanie Arkansas. Hrabstwo należy do nielicznych hrabstw w Stanach Zjednoczonych należących do tzw. dry county, czyli hrabstw gdzie decyzją lokalnych władz obowiązuje całkowita prohibicja. 

## Miejscowości
- Conway
- Damascus
- Enola
- Greenbrier
- Guy
- Holland
- Mount Vernon
- Mayflower
- Twin Groves
- Wooster
- Vilonia